# Buthus
Los escorpiones amarillos  (Buthus) son un género de escorpiones de la familia Buthidae, descrito por Leach en 1815.
Se distribuyen por el sur de Europa, el norte de África y Oriente Próximo.

## Especies
Se reconocen las siguientes:
- Buthus adrianae Rossi, 2013
- Buthus ajax (C. L. Koch, 1839)
- Buthus albengai Lourenço, 2003
- Buthus amri Lourenco, Yağmur & Duhem, 2010
- Buthus atlantis Pocock, 1889
- Buthus awashensis Kovařík, 2011
- Buthus barcaeus Birula, 1909
- Buthus barbouri Werner, 1932
- Buthus berberensis Pocock, 1900
- Buthus bonito Lourenço & Geniez, 2005
- Buthus boumalenii Touloun & Boumezzough, 2011
- Buthus brignolii Lourenço, 2003
- Buthus chambiensis Kovařík, 2006
- Buthus confluens Lourenco, Touloun & Boumezzough, 2012
- Buthus draa Lourenço & Slimani, 2004
- Buthus dunlopi Kovařík, 2006
- Buthus egyptiensis Lourenço, 2012
- Buthus elhennawyi Lourenço, 2005
- Buthus elizabethae Lourenço, 2005
- Buthus elmoutaouakili Lourenço & Qi, 2006
- Buthus elongatus Rossi, 2012
- Buthus hassanini Lourenço, Duhem & Cloudsley-Thompson, 2012
- Buthus ibericus Lourenço & Vachon, 2004
- Buthus insolitus Borelli, 1925
- Buthus intumescens (Ehrenberg in Hemprich & Ehrenberg, 1829)
- Buthus israelis Shulov & Amitai, 1959
- Buthus jianxinae Lourenço, 2005
- Buthus kunti Yağmur, Koc & Lourenco, 2011
- Buthus lienhardi Lourenço, 2003
- Buthus lourencoi Rossi, Tropea & Yağmur, 2013
- Buthus malhommei Vachon, 1949
- Buthus mardochei Simon, 1878
- Buthus mariefranceae Lourenço, 2003
- Buthus maroccanus Birula, 1903
- Buthus montanus Lourenço & Vachon, 2004
- Buthus nigrovesiculosus Hirst, 1925
- Buthus occidentalis Lourenço, Sun & Zhu, 2009
- Buthus occitanus (Amoreux, 1789)
- Buthus orientalis Lourenço & Simon, 2012
- Buthus paris (C. L. Koch, 1839)
- Buthus parroti Vachon, 1949
- Buthus prudenti Lourenço & Leguin, 2012
- Buthus pusillus Lourenço, 2013
- Buthus rochati Lourenço, 2003
- Buthus tassili Lourenço, 2002
- Buthus trinacrius Lourenço & Rossi, 2013
- Buthus tunetanus (Herbst, 1800)
- Buthus yemenensis Lourenço, 2008